# Enciclopedia Espasa

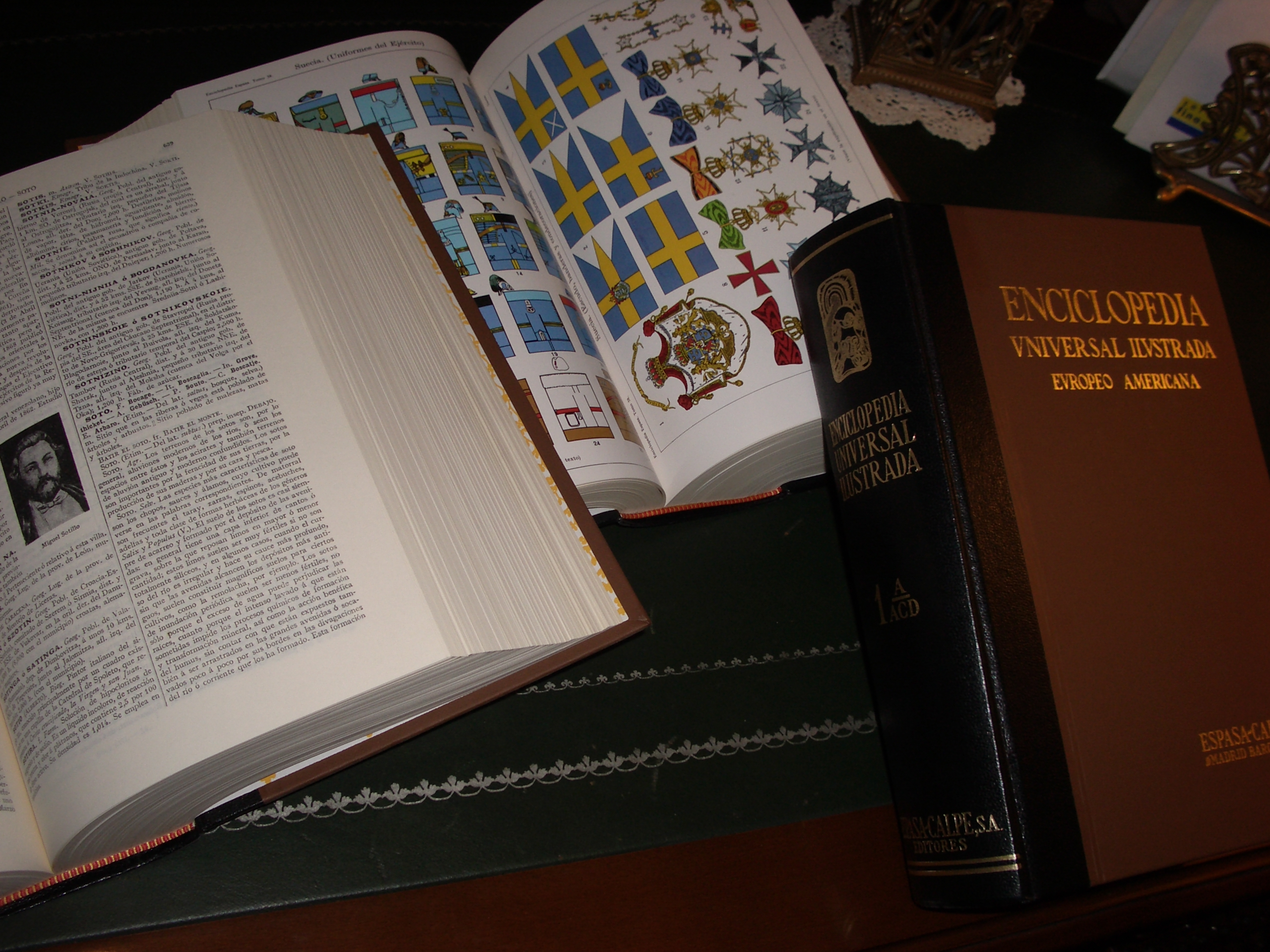
Enciclopedia Espasa, considerada a maior enciclopédia impressa do mundo, possuindo mais de um milhão de artigos.

Enciclopedia Espasa ou Enciclopedia Espasa-Calpe (cuja denominação original era Enciclopedia Universal Ilustrada Europeo-americana) é o título em castelhano de uma enciclopédia espanhola com cento e quinze volumes (2008), publicada pela primeira vez em 1908 pela Editora Espasa Calpe S.A. 
A Espasa possui mais de um milhão de artigos, sendo considerada a maior enciclopédia impressa do mundo.